# يان فلانغن
يان فلانغن (5 يونيو 1980 في المملكة المتحدة - ) (بالإنجليزية: Ian Flanagan)‏ هو لاعب كريكت بريطاني. لعب مع Cambridgeshire County Cricket Club ‏ ونادي مقاطعة ساسكس للكريكت ‏ وEssex Cricket Board ‏.